# Reduflación

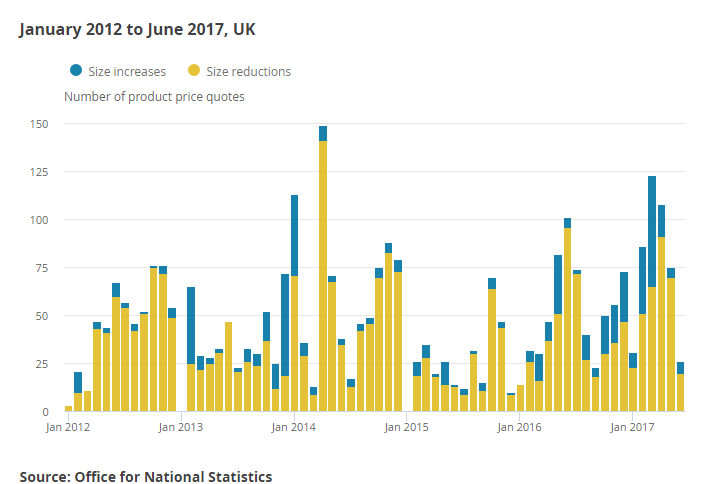
Impacto de la reduflación sobre el Índice de Precios al Consumidor y el Hogar de Reino Unido (CPIH en inglés), entre 2012 y 2017.

En economía, la reduflación es el proceso en que mercancías se reducen en tamaño o cantidad, mientras que sus precios siguen siendo los mismos o aumentan.
Este efecto es una respuesta al aumento en el nivel general de precios de los bienes, manifestado por unidad de peso o volumen, a causa de múltiples factores, principalmente la pérdida de poder adquisitivo de la moneda, la caída del poder de compra de los consumidores y/o el aumento del costo de los insumos, y cuya respuesta de la oferta es la reducción en el peso o tamaño de los bienes tranzados. La reduflación se concibe entonces a modo de adaptación de la oferta a la presión inflacionaria, y se plantea para evitar una perturbación en la dinámica de transferencias hacia el mercado, y frente a la competencia. Por causa y respuesta, se configura entonces como una forma sigilosa de inflación.

## Causas, impacto y opinión pública
El término surge en la década de 2010 en medios anglosajones, como «shrinkflation», un acrónimo de shrink, que significa ‘reducción’, y -flation, referido al proceso de ‘inflación’. Las causas del fenómeno son variadas, aunque la pérdida de poder adquisitivo de la moneda en el país de operaciones, la fuerte caída del poder de compra de los consumidores y/o el aumento del costo de los insumos son causas comunes del caso, como se evidencia en las justificaciones que ofrecen las diferentes empresas al respecto de este comportamiento, siendo también una condicionante la equiparación de procesos entre diferentes países, la escasez de mano de obra y los aranceles.
El fenómeno es especialmente notorio en productos envasados, aunque la medida no es bien recibida por los consumidores, que notan la diferencia en el rendimiento del producto respecto a su precio, y los cambios derivados en los formatos de presentación, que son los efectos visibles del caso. Se señala, a su vez, la forma desigual en que se ajusta un mismo producto entre diferentes minoristas, lo cual puede añadir una complejidad extra a la interpretación de la reduflación, y sobre los intereses adicionales que existen en dicho proceso. Por su parte, Pippa Malmgren, asesora en política económica del gobierno de George W. Bush, y que empleó el término en su obra «Señales: el desglose del contrato social y el auge de la geopolítica», afirma que la reduflación acaba siendo un aviso certero de la inflación, de modo que tiene repercusiones muy serias para la política monetaria de los bancos centrales. Al respecto, la economista Jan Skoyles señala también la tendencia general de los consumidores a culpar a los actores minoristas cuando, por contrarrespuesta, argumenta que son en realidad los bancos centrales quienes tienen la responsabilidad directa sobre la inflación, y por tanto de la reduflación.